# Dubai Ports World
Dubai Ports World (DP World) is een staatsbedrijf uit het emiraat Dubai in de Verenigde Arabische Emiraten en is onderdeel van Dubai World. Het bedrijf is een van de grootste beheerders van containerterminals wereldwijd.

## Geschiedenis
Dubai Ports World werd in september 2005 gevormd door de fusie van Dubai Ports Authority (DPA) en Dubai Ports International (DPI). DPA beheerde de nationale havens; de haven van Jebel Ali en Rashid. DPI werd in 1999 opgericht met het doel buiten Dubai actief te zijn. Het eerste project waarbij DPI was betrokken was de Jeddah Islamic containerhaven in Saudi-Arabië.
In februari 2005 werden de containerhavenactiviteiten van het Amerikaanse vervoersbedrijf CSX overgenomen voor een bedrag van US$ 1,1 miljard. Met deze overname werd DPI ook buiten het Midden-Oosten, India en Europa actief. Sinds de overname van P&O in maart 2006, voor GBP 3,9 miljard, is Dubai Ports World de op twee na grootste havenexploitant ter wereld. Het bedrijf heeft ook de ferrydiensten van P&O Ferries in handen.
In 2018 werd de overname afgerond van Maritime World, de eigenaar van Dubai Maritime City (DMC), en Drydocks World. DP World heeft hier US$ 405 miljoen voor betaald. DMC is een maritieme dienstverlener en Drydocks World repareert, verbouwt en bouwt schepen. Het heeft een van de grootste werven in het Midden Oosten.
In 2018 werd ook de Deense rederij Unifeeder overgenomen. Dit bedrijf werd in 1977 opgericht en is gespecialiseerd in het transport van containers naar grote containerhavens en speelt hiermee een belangrijke rol in de aan- en afvoer van containers op relatief korte afstand. In 2017 behaalde het winstgevende bedrijf een omzet van € 510 miljoen. DP World betaalde zo'n € 660 miljoen voor Unifeeder.
In 2019 kwam DP World in aanvaring met het staatsbedrijf China Merchants Group vanwege havenrechten in Djibouti.
In maart 2022 werd het Imperial Logistics gevestigd in Zuid-Afrika, overgenomen. Imperial Logistics is een logistieke dienstverlener met activiteiten in 25 landen, waarvan het merendeel in Afrika, maar ook in Europa. Met deze overname versterkt DP World het reeds bestaande logistieke netwerk.

## Activiteiten
Het bedrijf heeft een wereldwijd netwerk van 78 haventerminals verspreid over 42 landen, onder meer in Australië, Canada, China, Duitsland, Djibouti, India, Roemenië, Turkije en Zuid-Korea. In de haven van Antwerpen en op de Tweede Maasvlakte in de Rotterdamse haven worden ook containerterminals geëxploiteerd. Ongeveer 80% van de totale omzet wordt behaald met diensten voor containerrederijen.
In 2010 verwerkte DP World, inclusief bij bedrijven waarin DP World een belang heeft, in totaal 49,5 miljoen TEU eenheden. DP World had in dit jaar een wereldwijd marktaandeel van 9,1%. De haven van Jebel Ali in Dubai is de grootste containerhaven van DP World; hier werden ruim 11 miljoen containers verladen in 2010. In 2021 was het totaal aan overgeslagen containers gegroeid tot 56,0 miljoen TEU.

### Nederland
DP World is betrokken bij een nieuwe containerterminal op de Tweede Maasvlakte. DP World heeft een belang van 30% in de Rotterdam World Gateway Terminal; andere aandeelhouders zijn de rederijen van de New World Alliance (MOL, Hyundai Merchant Marine (HMM) en Neptune Orient Lines/APL) (allen 20%) en CMA CGM (10%). De terminal heeft een 20 meter diepe zeekade van 1900 meter lengte, een kade voor binnenvaart- en feederschepen van 550 meter en een eigen railterminal met aansluiting op de Betuweroute. De eerste fase, met een kadelengte van 1150 meter, kwam in 2015 in gebruik. De eindcapaciteit is ongeveer 4 miljoen TEU en vergt een investering van 800 miljoen euro in totaal.

### België
In Antwerpen baat DP World de Antwerp Gateway containerterminal uit op kaai 1700 in het Deurganckdok aan de Schelde. Antwerp Gateway is een joint venture tussen DP World Antwerp Holding (60%), Cosco (20%), Terminal Link (10%) en duisport Group (10%). De hoofdactiviteit bestaat uit het laden en lossen van containers, de capaciteit is 2,8 miljoen TEU per jaar. Aan de terminal is een empty depot verbonden voor opslag, onderhoud en herstelling van lege containers. DP World Logistics Europe is de overkoepelende organisatie voor de binnenlandse en intermodale activiteiten van DP World in Europa. De binnenlandse terminals van DP World zorgen voor flexibele synchromodale transportverbindingen met verschillende Europese diepzeehavens, waaronder de haven van Antwerpen. In België zijn er binnenlandse terminals gelegen te Grobbendonk en Luik. 